# Pyelosomum longicaecum
Pyelosomum longicaecum är en plattmaskart. Pyelosomum longicaecum ingår i släktet Pyelosomum och familjen Pronocephalidae. Inga underarter finns listade i Catalogue of Life.